# クレインズ
クレインズ（英：CRANES）とは、日本のサーキット「富士スピードウェイ」のイメージガールユニットの名称である。

## 概要
富士スピードウェイがリニューアルした1年後の2006年（平成18年）に発足。毎年3月（4月上旬の場合あり）にメンバー3人が選出・発表され、同サーキットのPR活動を行っている。他サーキットのイメージガールとは違いレースクイーン経験者が多い。また2年以上務めている者もおり、ますあやは歴代最多の5年間務めている。
ユニット名は同サーキットのメインスタンドの屋根が「折り鶴」をモチーフに造られたことから、日本を象徴する鳥である「鶴」の英語訳“CRANE”に由来している。
呼称は2023年までは「イメージガール」だったが、2024年より「サーキットナビゲーター」に改めている。

## 歴代メンバー
| 年度                | メンバー                                                                        | 備考 |
| ------------------- | ------------------------------------------------------------------------------- | --- |
| 2006年 （第1期生）  | 浅岡志保（あさおか しほ） 大谷ゆり（おおたに ゆり） 杏那美夏（あんな みか）     | |
| 2007年 （第2期生）  | 外咲来未（とさき くみ） 杏那美夏 松田亜衣（まつだ あい）                        | 途中、外咲来未が病気治療の為に脱退。 第1期生の浅岡志保が復帰し第2期卒業までMCを務めていた。                                         |
| 2008年 （第3期生）  | 杏那美夏 ますあや 暮羽優奈（くれは ゆな）                                       | 杏那美夏が3年連続。 |
| 2009年 （第4期生）  | 布施曜子（ふせ ようこ） ますあや 秋葉ミキ（あきば ミキ）                        | |
| 2010年 （第5期生）  | ますあや 南まこと（みなみ まこと） 鴻上聖奈（こうがみ せな）                    | |
| 2011年 （第6期生）  | ますあや izumi（いずみ） 日野礼香（ひの れいか）                                | この年は例年より1ヵ月遅れの4月5日にメンバー発表が行われた。 日野は2014年度の日本レースクイーン大賞でグランプリに選ばれている。      |
| 2012年 （第7期生）  | ますあや 南友香（みなみ ともか） 渡辺順子（わたなべ じゅんこ）                  | ますあやが5年連続。 この年からコスチュームはメンバーがデザインしたものとなった。                                                    |
| 2013年 （第8期生）  | 岩田明子（いわた あきこ） 高塚麻奈（たかつか まな） 高家望愛（こうけ のあ）     | 応募総数100人の中から選出。 発足以来初めてメンバー全員が総入れ替えとなる。 高家は平成生まれとしては初のクレインズメンバーとなった。 |
| 2014年 （第9期生）  | 高家望愛 安藤麻貴（あんどう まき） 山本捺生（やまもと なつき）                  | 高家望愛が2年連続。 初めてメンバー全員が平成生まれになった。                                                                        |
| 2015年 （第10期生） | 安藤麻貴 はるま 湯浅あきな（ゆあさ あきな）                                     | 安藤麻貴が2年連続。 |
| 2016年 （第11期生） | 湯浅あきな はるま 村井瑞稀（むらい みずき）                                     | 湯浅あきな、はるまが2年連続となり、 初めてメンバー1名のみが入れ替わる結果となった。                                                 |
| 2017年 （第12期生） | 村井瑞稀 永原芽衣（ながはら めい） 夏江花（なつえ はな）                        | 村井瑞稀が2年連続。 初めてメンバー全員が1990年代生まれになった。 この年の衣装デザインは鴻上聖奈が担当。                             |
| 2018年 （第13期生） | 村井瑞稀 茜音里奈（あかね りな） 藤間すず（とうま すず）                        | 村井瑞稀が3年連続。 |
| 2019年 （第14期生） | 柊みずほ（ひいらぎ みずほ） 城戸ひなの（きど ひなの） 相田美優（あいだ みゆう） | 2013年以来のメンバー総入れ替え。 柊は北海道出身者としては暮羽優奈以来11年ぶりのクレインズメンバーとなる。                           |
| 2020年 （第15期生） | 高橋真以（たかはし まい） 城戸ひなの 蒼井じゅの（あおい じゅの）                | 城戸ひなのは2年連続。 |
| 2021年 （第16期生） | 高橋真以 佐久間あゆみ（さくま あゆみ） 秋澤うらら（あきざわ うらら）            | 高橋真以は2年連続 佐久間あゆみはクレインズ初の10代。                                                                                |
| 2022年 （第17期生） | 高橋真以 佐久間あゆみ 秋澤うらら                                                | クレインズ史上初の3名全員続投 高橋真以は3年連続（歴代2位タイ）                                                                      |
| 2023年 （第18期生） | 吉乃愛恵（よしの まなえ） 香月まひろ（こうづき まひろ） 葵木ひな（あおき ひな） | 2019年以来のメンバー総入れ替え。 3期以上継続したレジェンドが退任した際、総入れ替えする傾向にある。                                  |
| 2024年 （第19期生） | 吉乃愛恵 香月まひろ 葵木ひな                                                    | 2022年に続き二度目の3名全員続投。                                                                                                   |
| 2025年 （第20期生） | 星乃由宇（ほしの ゆう） 香月まひろ 葵木ひな                                     | 葵木ひな、香月まひろが3年連続 |

- ますあや
（2008 - 2012年メンバー）
- 日野礼香
（2011年メンバー）
- 渡辺順子
（2012年メンバー）
- 南友香
（2012年メンバー）
- 岩田明子
（2013年メンバー）
- はるま
（2015 - 2016年メンバー）
- 夏江花
（2017年メンバー）